# Deniz Yücel
Deniz Yücel (phát âm tiếng Thổ Nhĩ Kỳ: [deˈniz jyˈdʒæl]; sinh ngày 10 tháng 9 năm 1973 ở Flörsheim am Main, Đức) là một nhà báo Đức gốc Thổ. Ông viết bài cho nhiều tờ báo như Die Tageszeitung và Die Welt.

## Cáo buộc gián điệp và bị nhốt tù
Chính phủ Thổ Nhĩ Kỳ nhiều lần cáo buộc Yücel về tội làm gián điệp, làm việc cho Cơ quan tình báo Liên bang Đức, BND, để hỗ trợ các tổ chức bị cáo buộc là khủng bố FETÖ (Phong trào Gülen) và PKK. Chính phủ tuyên bố thêm rằng Yücel hỗ trợ hai nhóm này để kích động bạo lực ở Thổ Nhĩ Kỳ. Trong một bài phát biểu năm 2017, Tổng thống Thổ Nhĩ Kỳ Recep Tayyip Erdoğan tuyên bố rằng: "Yücel là một điệp viên, không phải là một nhà báo".
Vào ngày 14 tháng 2 năm 2017, Yücel bị tòa án Thổ Nhĩ Kỳ chính thức truy tố và bị cầm tù vì tội gián điệp. Việc ông bị giam giữ bị chỉ trích rộng rãi bởi các nhà báo, chính trị gia.
Sigmar Gabriel, Bộ trưởng Ngoại giao Đức, ngay lập tức triệu tập Đại sứ Thổ Nhĩ Kỳ tại Bộ Ngoại giao Liên bang để phản đối việc giam cầm Yuecel. Yücel nhận được sự ủng hộ mạnh mẽ của công chúng tại Đức trong thời gian bị giam cầm. Twitter hashtag #FreeDeniz đã hoạt động và rất phổ biến. Tờ báo Đức Die Welt, nơi Yücel là phóng viên, đã đề nghị chuyển dùm thư ủng hộ cho nhà báo. Họ cũng công bố địa chỉ nhà tù của Yücel ở Thổ Nhĩ Kỳ và đề nghị, các bức thư viết bằng tiếng Thổ Nhĩ Kỳ có thể trực tiếp gởi đến nhà tù của nhà báo.
Vào ngày 16 tháng 2 năm 2018, sau hơn một năm tù, Yücel được thả.